# Forces de la Nature
Les Forces de la Nature, Force of Nature en version originale, sont un groupe de super-vilains appartenant à l'univers de Marvel Comics. Créé par le scénariste Fabian Nicieza et le dessinateur Mark Bagley, le quatuor apparaît pour la première fois dans le comic book New Warriors #7 de janvier 1991. Chaque super-vilain possède un pouvoir associé à l'un des quatre éléments qui sont l'air, le feu, l'eau et la terre. Ils sont connus pour être des ennemis des New Warriors.

## Biographie du groupe

### Projet Terre
Ce groupe est associé à sa création au Projet Terre auquel la mère de Robbie Baldwin / Speedball a participé. Le Projet Terre est une association écologiste militante partie vivre en Amazonie, dont les Forces de la Nature sont d'une certaine manière le bras armé terroriste.
Ils affrontent les New Warriors, équipe composée de Chord, Firestar, Marvel Boy, Namorita, Richard Rider / Nova et Speedball sur un chantier de défrichage et sont vaincus. On les revoit une fois au Trans-Sabal prendre parti pour une des factions en conflit. Le Projet Terre demande aux New Warriors de les stopper et les super-criminels finissent à la Voûte.
On revit Aqueduct au sein des Maîtres du Mal, et Brasero a fait une apparition chez les Thunderbolts. On ignore les activités actuelles des autres membres.

### Initiative
Après la création du Camp H.A.M.M.E.R., les Forces de la Nature sont récupérés par Norman Osborn, qui les intègre à l'Initiative en tant qu'équipe fédérale de l'Oregon. Brasero est remplacé par la jeune cadette Sunstreak. 
Osborn les envoie combattre les Heavy Hitters menés par Prodigy, qui avait décidé de quitter l'Initiative avec ses équipiers.

## Membres

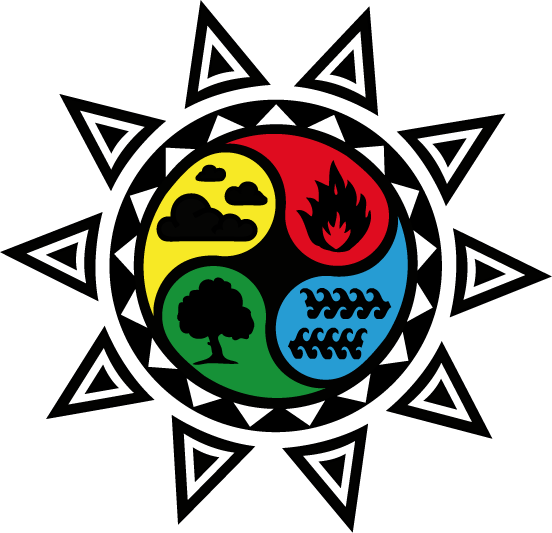
Chaque super-vilain possède un pouvoir associé à l'un des quatre éléments (air, feu, eau, terre).

Le groupe est un quatuor de super-humains associé chacun à un élément.
- Airmaster, un Inhumain ;
- Aqueduct, anciennement appelé Water Wizard ;
- Brasera, femme pouvant contrôler le feu, remplacée par Brasero lorsqu'elle rejoignit Main Gauche et Midnight’s Fire dans le « Cercle infernal » ;
- Végétor, une création de l’Homme-plante qui devint conscient.

Les remplaçants de Brasera furent : 
- Firebrand
- Sunstreak